# Malaxis densiflora
Malaxis densiflora là một loài thực vật có hoa trong họ Lan. Loài này được (A.Rich.) Kuntze mô tả khoa học đầu tiên năm 1891.